# Гелсюм
Гелсюм (нід. Heelsum) — село в нідерландській провінції Гелдерланд. Входить до муніципалітету Ренкюм.
Його площа становить 3,55км², а населення станом на 2021 рік складало 3 540 осіб.

## Галерея

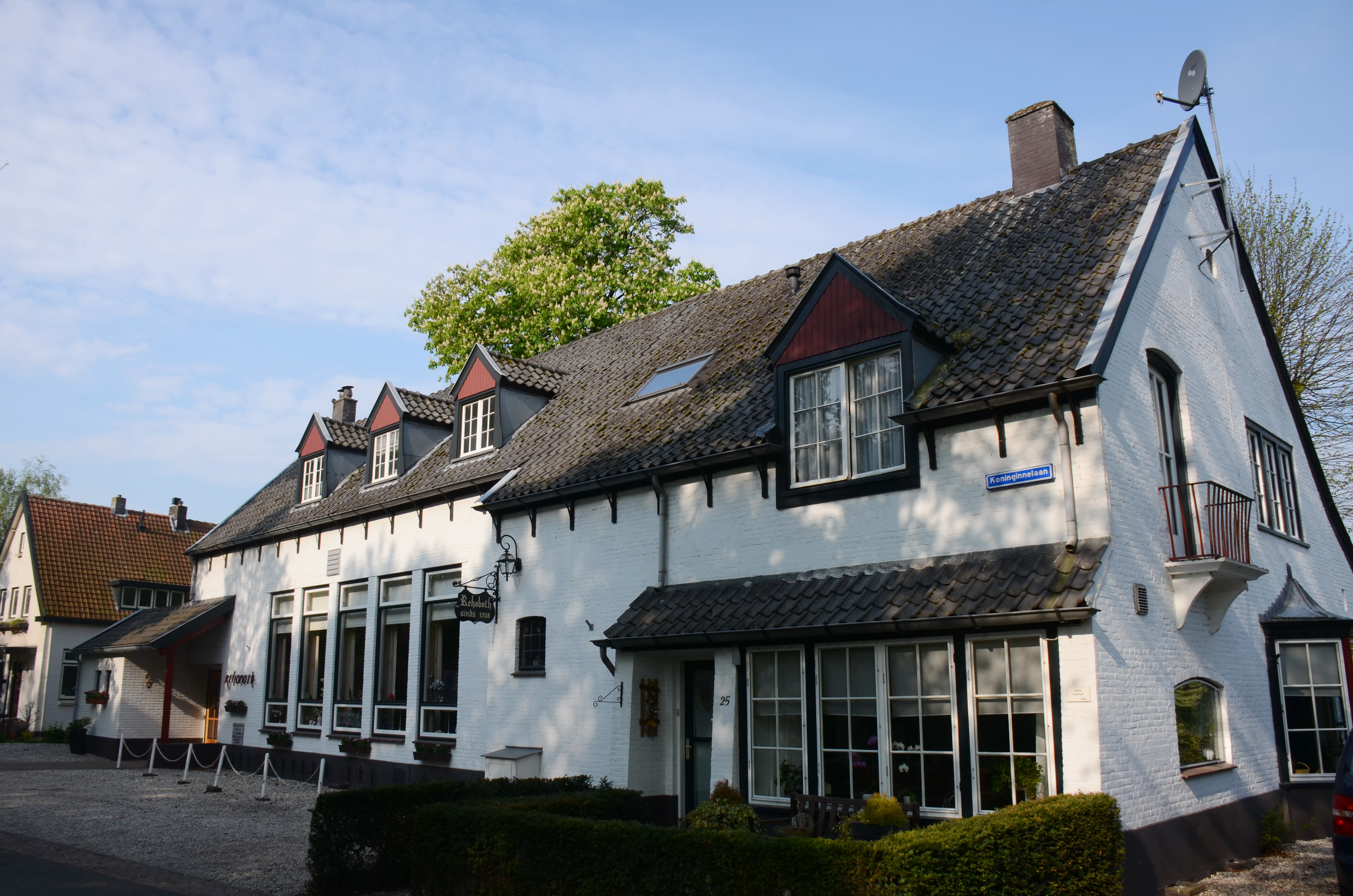
Ресторан у селі
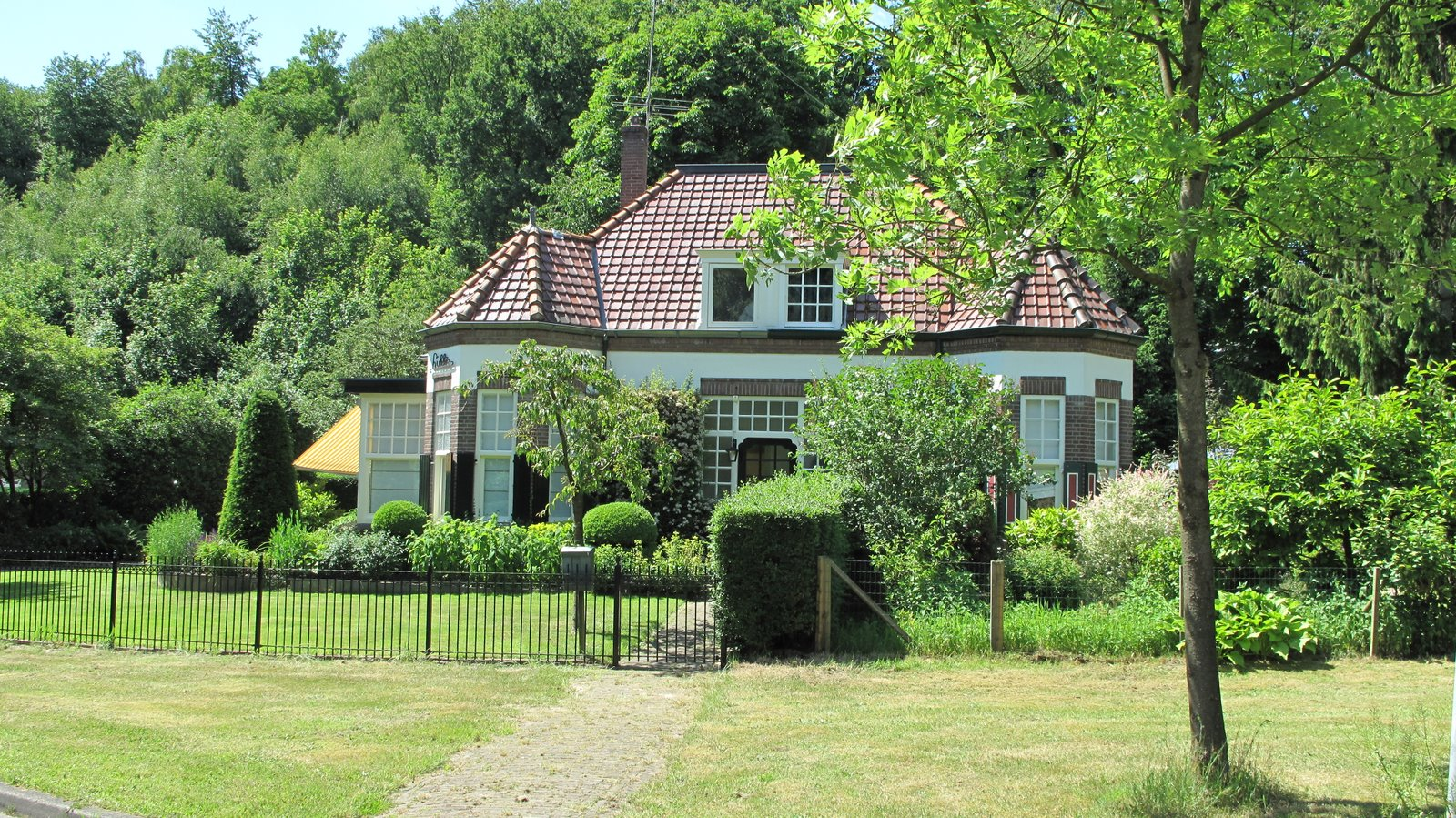
Вілла
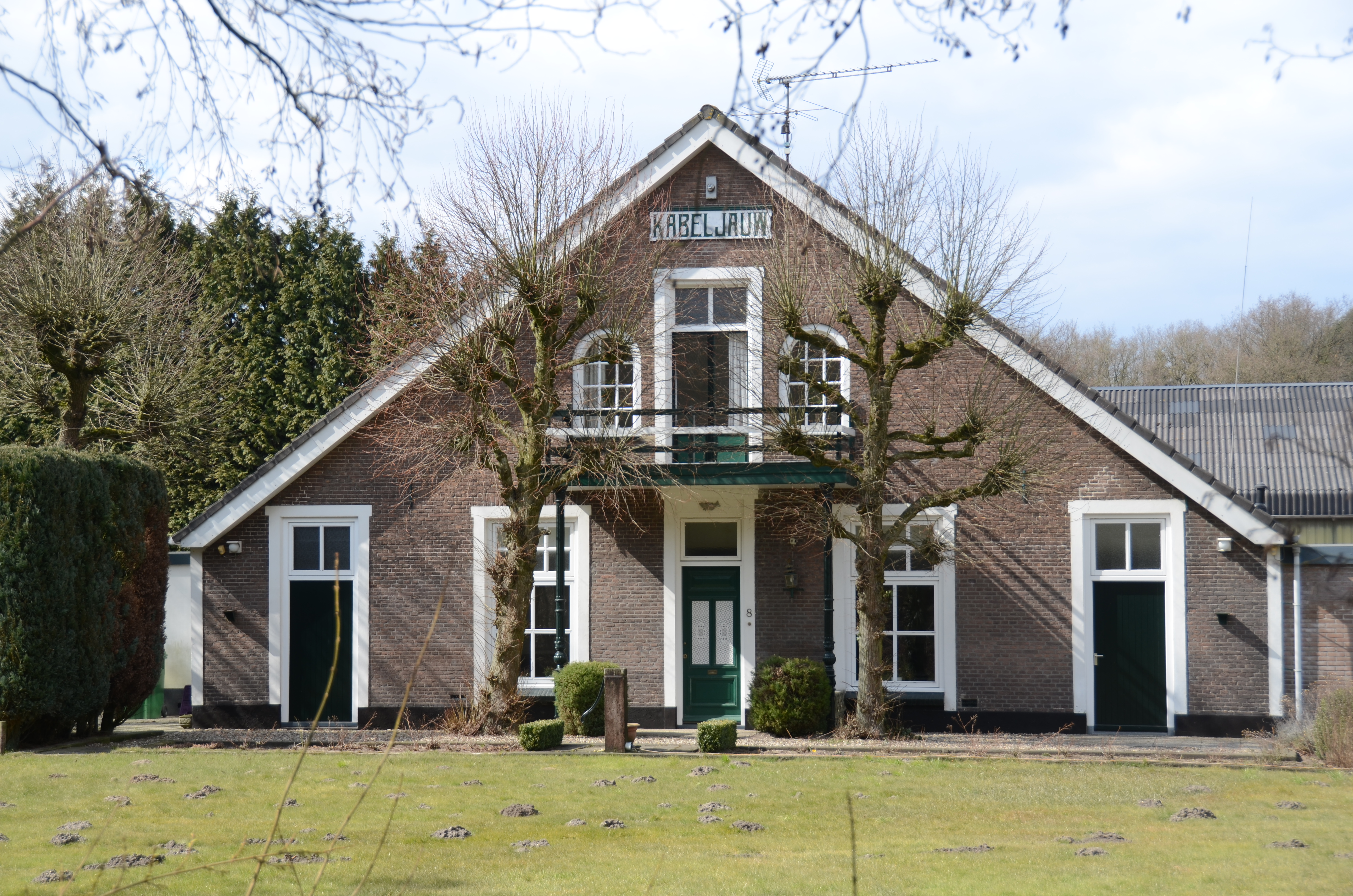
Ферма